# Londonderry, Vermont
Londonderry är en kommun (town) i Windham County i den amerikanska delstaten Vermont med 1 709 invånare (2000). Londonderry innefattar även byn South Londonderry.

## Kända personer från Londonderry

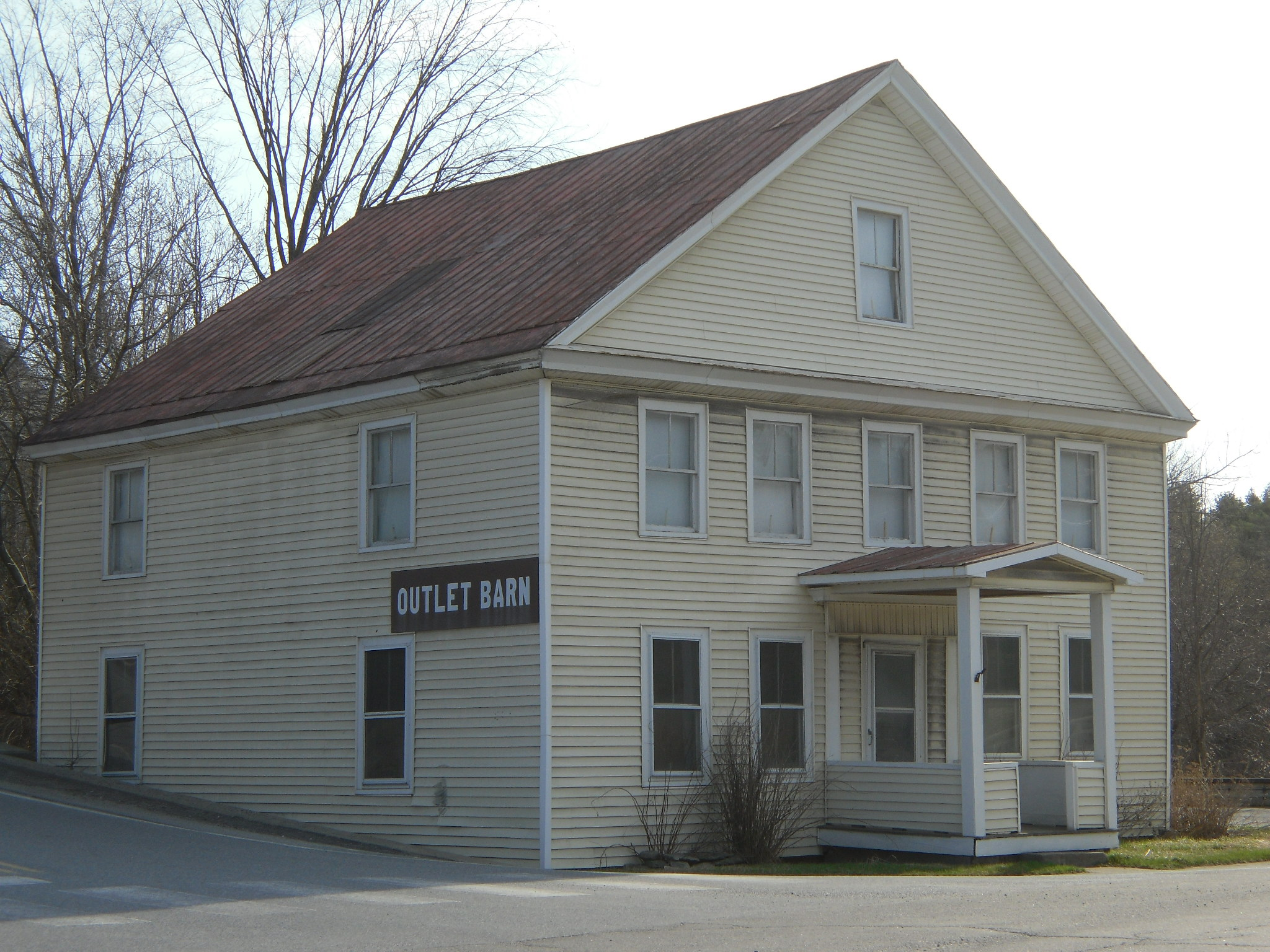

- Ernest Willard Gibson, politiker